# Franciszek Myszka
Franciszek Myszka CM (ur. 4 stycznia 1916 w Trzebuniu, zm. 25 września 1996) – polski duchowny, członek Zgromadzenia Księży Misjonarzy, tłumacz Pisma Świętego.

## Życiorys
W 1947 ukończył studia teologiczne na Uniwersytecie Jagiellońskim, w 1952 doktoryzował się tamże na podstawie pracy Zagadnienie nadziei w nauce Dionizego Kartuza napisanej pod kierunkiem Władysława Wichera. Był m.in. wykładowcą Wyższego Seminarium Duchownego w Paradyżu, w latach 60. (od 1964) i 70. Wizytatorem Prowincji Polskiej Zgromadzenia Misji.
Dla Biblii Tysiąclecia przetłumaczył Księgę Zachariasza.